# Europaväg 45
Der Europaväg 45 (schwedisch für ‚Europastraße 45‘) ist eine schwedische Fernverkehrsstraße, die von Göteborg über Östersund nach Karesuando an der finnischen Grenze verläuft. Er ist Teil der Europastraße 45. Mit etwa 1680 km Länge ist der Europaväg die längste Straße Schwedens.
Die Straße wird zudem auch Inlandsvägen – was u. a. mit der Inlandsbahn, die insgesamt 28 Mal überquert wird, zusammenhängt – genannt und ist früher als Riksväg 26 bzw. Riksväg 45 bezeichnet worden.

## Geschichte

### Göteborg – Grums

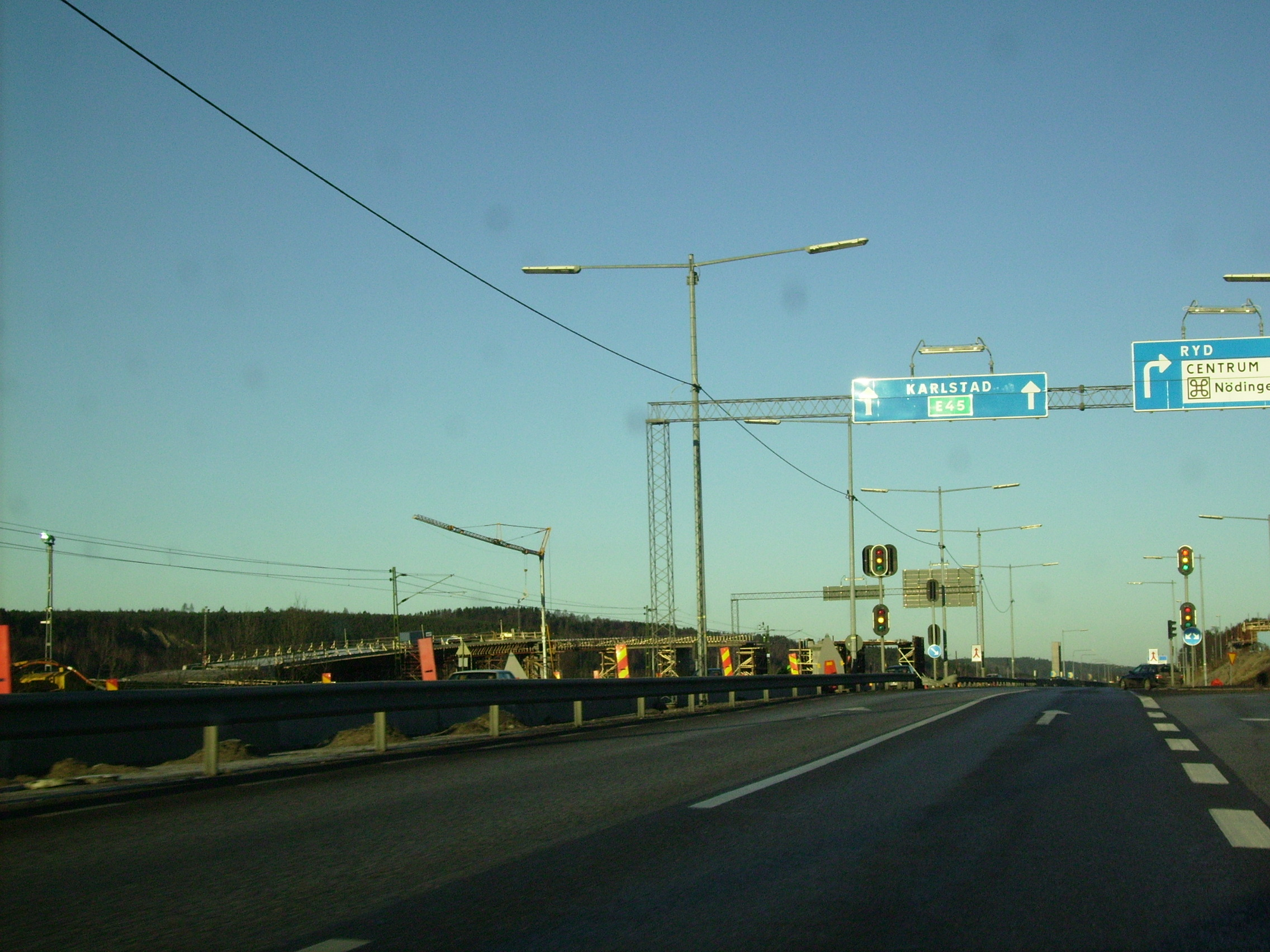
Ausbau der E 45 bei Nödinge

Zu Beginn der Planungen der E45 stand im Mittelpunkt, dass eine Strecke errichtet werden muss, die zentral durch Nordschweden führt, da es dort zuvor keine in Nord-Süd-Richtung verlaufende Fernstraße gab. Da es auch keine Fähren oder Ähnliches gab, war es für die Reisenden schwer, die zahlreichen Flüsse im Norden Schwedens zu überqueren. Die einzigen bis dahin bestehenden Verbindungen waren die nahe der Küste liegende E 4 oder führten entlang der Flüsse.
Ein Beispiel dafür ist der Abschnitt zwischen Göteborg und Lilla Edet, der entlang einer am Fluss liegenden, in den 1860er Jahren errichteten Strecke liegt. Im weiteren Verlauf bis nach Vänersborg folgt die Trasse einem etwas anderen Verlauf, nicht mehr direkt am Göta älv entlang. Damals bestanden nur jeweils Brücken in Göteborg und Vänersborg über den Fluss.
Viele Abschnitte des Europaväg 45 wurden komplett neu angelegt. Der Abschnitt zwischen Göteborg und Agnesberg wurde 1968 für den Verkehr freigegeben. Die Trasse zwischen Agnesberg und Lilla Edet war zuerst östlich von Surte geplant worden, wurde dann aber doch im Westen realisiert und zusammen mit dem Abschnitt bis nach Trollhättan in den frühen 1960er Jahren fertiggestellt. Die Passage nördlich von Trollhättan wurde zusammen mit der Stallbackabron 1981 freigegeben. Anschließend folgte im Jahr 1991 die Trasse bis nach Vänersborg. Zwischen 1950 und 1970 waren zuvor bereits die Abschnitte zwischen Vänersborg und Frändefors, Mellerud und Åmål sowie zwischen Åmål und Säffle fertiggestellt worden. Die weitere Autobahnstrecke bis nach Grums folgte schließlich in den 1990er Jahren.

### Grums – Mora

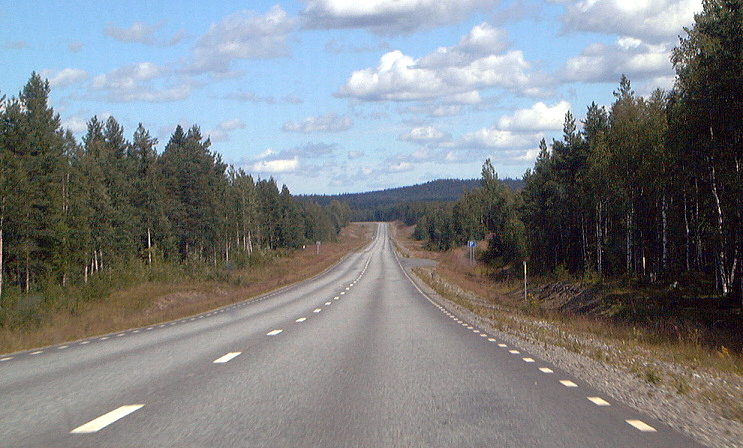
Die E45 als Inlandsvägen vor Mora

Die Strecke Vålberg – Fagerås wurde in 1970er und 1990er Jahren fertiggestellt, die Strecke Fagerås – Sunne ist hingegen noch aus den 1940er Jahren, ist aber seit den 1880er Jahren, als die Strecke erstmals in den Büchern auftauchte, modernisiert worden. Die Straße zwischen Sunne und Torsby wurde in den 1970er Jahren neu erbaut. Zuvor verlief sie östlich des Övre Fryken.
In den 1920er und 1930er Jahren wurde die Strecke Torsby – Järnbergsåsen erbaut und für den Verkehr freigegeben. Lange zuvor war bereits in den 1910er Jahren der Abschnitt Järnbergsåsen – Klarälven eröffnet worden. Der Abschnitt wurde aber später modernisiert, sowie die Talfahrt zum Klarälven, die in den 1980er Jahren zusammen mit der Brücke südlich von Stöllet ergänzt wurde. Zwischen Stöllet und Malung verläuft die Straße fast identisch mit der in den 1910er Jahren eröffneten Strecke, mit Ausnahme der in den 2000er Jahren begradigten Kurven. Die Strecke zwischen Malung und Öje wurde in den 1970er Jahren erneuert, verläuft aber auch weitestgehend identisch mit der Strecke, die bereits in den 1910er Jahren dort errichtet wurde, teilweise auch entlang einer stillgelegten Bahnstrecke. Ebenfalls der Strecke aus den 1910er Jahren folgt der Abschnitt Öje – Siljansfors; allerdings wurde der Abschnitt komplett ausgebaut. Der Abschnitt zwischen Siljansfors – Mora wurde in den 1960er Jahren errichtet.
Entlang der Streckenabschnitte sind viele Meilensteine zu finden, was darauf hindeutet, dass dort auch schon vor dem 19. Jahrhundert eine Handelsstraße existierte.

### Mora – Östersund

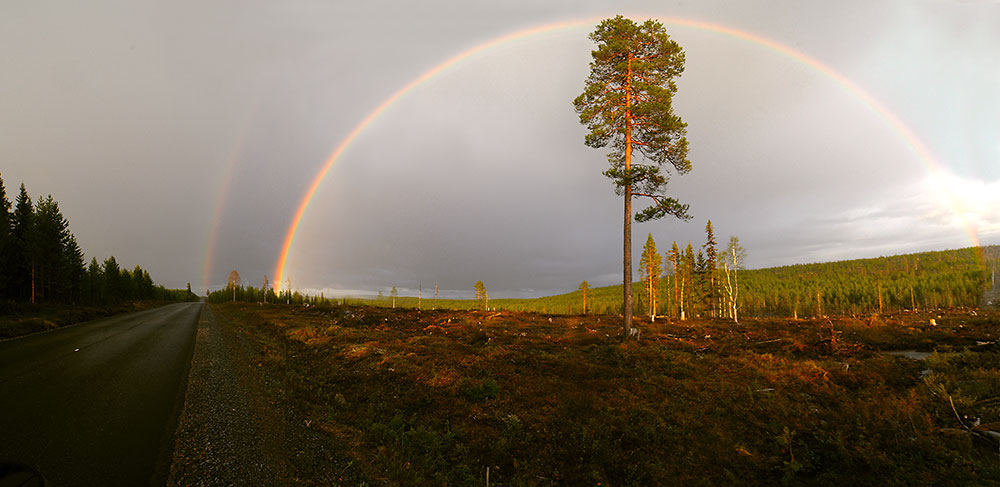
Regenbogen über der E45

Der Streckenabschnitt zwischen Mora und Orsa wurde in Etappen zwischen 1950 und 1980 erbaut, der zwischen Orsa und Fågelsjö folgt dem Verlauf einer bereits in den 1940er Jahren erbauten Straße. Der Abschnitt wurde später erneut modernisiert und die Brücken über die Eisenbahnen wurden ergänzt.
Bereits in den 1920er Jahren wurde eine Straße zwischen Sveg und Brunflo erbaut, später in den 1960er-Jahren wurden einige Kurven begradigt, sodass der Straßenverlauf etwas entschärft wurde. Die Trasse zwischen Sveg – Älvros wurde in den 1950er Jahren für den Verkehr freigegeben.

### Östersund – finnische Grenze

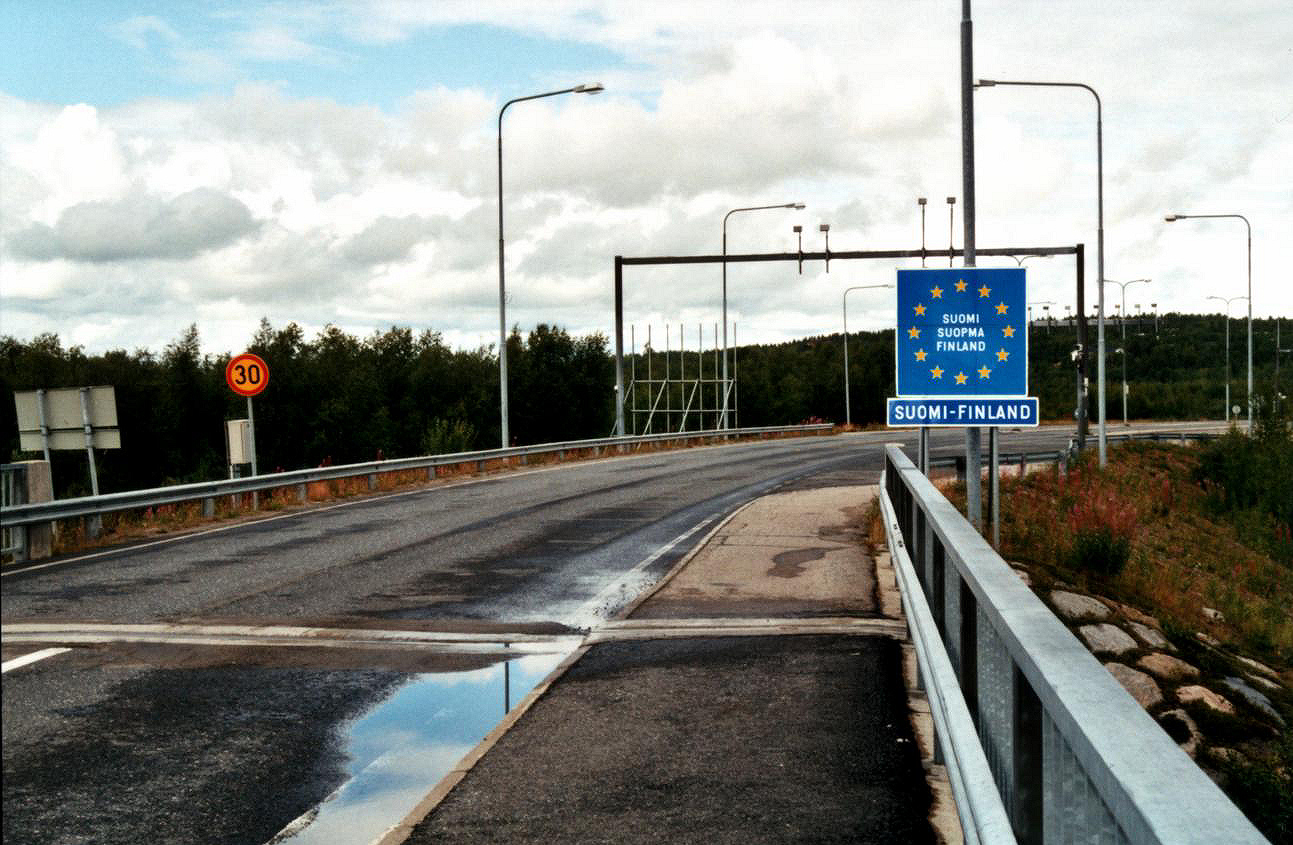
Grenzübergang nach Finnland

Im Jahr 1900 gab es eine Straße zwischen Östersund und Dorotea. Aber von Dorotea aus weiter nördlich gab es keine Straße. Im Zeitraum von 1910 bis 1950 wurde diese Strecke zum Grenzort Karesuando gebaut.

## Verlauf
- Karesuando – Gällivare – Storuman – Östersund
- Östersund – Mora – Torsby – Säffle – Trollhättan – Grums – Göteborg
- der Stena Line Göteborg – Frederikshavn, Dänemark